# Champfromier
Champfromier – miejscowość i gmina we Francji, w regionie Owernia-Rodan-Alpy, w departamencie Ain.

## Demografia
Według danych na styczeń 2012 r. gminę zamieszkiwało 709 osób, a gęstość zaludnienia wynosiła 21,9 osób/km².